# Anna Favella
Anna Favella (Roma, 21 de septiembre de 1983) es una actriz italiana. En televisión, destaca su participación en la serie italiana Terra ribelle junto a Rodrigo Guirao Díaz y Sabrina Garciarena, donde daba vida al personaje de Elena Marsili, así como su interpretación de Marcella Basteri en la serie de Netflix y Telemundo Luis Miguel: la serie, sobre la vida de dicho cantante mexicano.

## Teatro
- Sarto per signora (G. Fedeaux)
- Blu Note Bar (S. Benni)
- Il medico dei pazzi (E. Scarpetta)
- Tutti i colori della notte (A. Lauritano)
- Amianto (L. Ferrari Carissimi)
- Ti amo… da morire (F. Draghetti e R. Stocchi)
- Il Gobbo (S. Mrozek)
- Due dozzine di rose scarlatte (A. De Benedetti)
- La terra desolata  (T. E. Eliot)
- Being Hamlet - La Genesi  (L. Ferrari Carissimi)
- Delitto Pasolini - Una considerazione inattuale (L. Ferrari Carissimi) )
- Love - L'amore ai tempi della ragione permanente (L. Ferrari Carissimi)
- Tutti i padri vogliono far morire i loro figli (L.Ferrari Carissimi)
- Hitchcock - A love story (L Ferrari Carissimi)
- Walking on the Moon (L Ferrari Carissimi)

## Televisión
- Enrico Mattei - L'uomo che guardava al futuro, (Giorgio Capitani) - Rai Uno (2008)
- Don Matteo 7, (Giulio Base) - Rai Uno (2009)
- Terra ribelle, (Cinzia TH Torrini) - Rai Uno (2010)
- Terra ribelle - Il nuovo mondo, (Ambrogio Lo Giudice) - Rai Uno (2012)
- Centovetrine - Canale 5 (2014)
- Non è stato mio figlio - Canale 5 (2015)
- Un medico in famiglia 10 - Rai Uno (2016)
- Il bello delle donne... alcuni anni dopo - Canale 5 (2016)
- Le tre rose di Eva - Canale 5 (2017)
- Luis Miguel - Netflix/Telemundo (2018-2021)
- Coppola, el representante - Star+ (2024)

## Cine
- Mr. America, L. Ferrari Carissimi - (2013)

Tierra loca (2002)